# Jedlina (potok)
Jedlina (niem. Lehmwasser) – potok w południowo-zachodniej Polsce, w Sudetach, w Górach Wałbrzyskich.
Jedlina jest dopływem Bystrzycy i ma 3,9 km długości. Cała znajduje się w gminie Jedlina-Zdrój. Jej źródło wypływa u stóp góry Borowa, pod Przełęczą Kozią nad dzielnicą Kamieńsk. Następnie przepływa obok stacji kolejowej Jedlina-Zdrój Borowa, gdzie jej nurt zmienia się w mniejszy. W dzielnicy Glinica płynie obok stacji Jedlina-Zdrój Centrum, następnie przepływa pod fabryką Lapp Insulators i tartakiem. Ostatni odcinek potoku znajduje się w dzielnicy Jedlinka, gdzie płynie pomiędzy domami i w końcu wpływa do znacznie większej rzeki Bystrzycy.